# Подразделение
Подразделение (отдел, отделение, поделение, сектор) е част от компания, осъществяваща дейността си в рамките на дейността на цялата основна (майчинска) компания. Подразделението е отделна част от даден бизнес. Когато подразделенията са част от едно и също дружество, то това дружество е юридически отговорно за всички ангажименти (задължения) и дългове на отделите.
Понятието дъщерна компания не влиза в понятието „подразделение“, тъй като за разлика от него, дъщерната компания е самостоятелен правен субект и има отделно имущество от това на холдинга.

## Примери
Компанията Hewlett Packard има множество подразделения: отдел за принтери, отдел за портативни устройства, отдел за сървъри и др., като всички те използват бранда на HP. Но например компанията Compaq, която от 2000 г. е част от корпорацията Hewlett Packard, работи в нея в качеството си не на подразделение, а на дъщерна компания, и използва собствен бранд – Compaq.